# My Name Is Barbra, Two…
My Name Is Barbra, Two… — второй из двух студийных альбомов Барбры Стрейзанд, выпущенных специально в сопровождение к получившему «Эмми» телешоу CBS My Name Is Barbra. Премьера шоу состоялась 28 апреля 1965 года, режиссёром и хореографом выступил Джо Лейтон. 11-й трек с альбома, Medley, является единственной песней, исполненной на шоу, остальные песни были записаны специально для альбома.
В буклете альбома Just for the Record… Барбра вспоминает: «Исполнить „Second Hand Rose“ в апартаментах Bergdorf Goodman было лишь моей фантазией… Но, благодаря любимым мною людям, с которыми я люблю работать — Джо Лейтону, Дуайту Хемайону, Питеру Матцу, Роберту Эммету, Тому Джону, и, конечно, Марти — я смогла реализовать свою мечту».

## Об альбоме
Первый саундтрек-альбом My Name Is Barbra был выпущен в мае 1965 года. My Name Is Barbra, Two…, его продолжение, был выпущен в октябре 1965 года, чтобы совпасть с повторной трансляцией шоу на CBS.
Однако, этот альбом содержал главным образом песни, которые не использовались в шоу — только, «I Got Plenty of Nothin’», «Second Hand Rose» и «Poverty Medley», которая завершает альбом, были спеты Стрейзанд во время записи шоу.
Барбра записала «He Touched Me» и «I Like Him» в августе 1965 года на студии Columbia Studio A в Нью-Йорке. Её муж, Эллиотт Гулд, играл главную роль в бродвейском мюзикле «Drat! The Cat!», музыку для которого писал Мильтон Шафер и Айра Левин. Обе песни были с этого мюзикла. Однако, только «He Touched Me» попала в итоге на этот альбом, хотя обе песни были выпущены как сингл в сентябре 1965 года. Эллиотт Гулд пел «He Touched Me» в мюзикле. Его партнёр по сцене, Лесли Энн Уоррен, исполнила «I Like Him».
«How Much of the Dream Comes True» была написана 5-кратным лауреатом премии «Оскар» композитором Джоном Барри, текстом песни занимался Тревор Пикок. Эта песня из вест-эндского мюзикла «Passion Flower Hotel» о молодой девушке, учащейся в английской школе-интернате для девочек. Девочки решают потерять свою девственность, соблазняя мальчиков из других школ озера. Премьера мюзикла состоялась в Дворцовом театре, в Манчестере, 30 июля 1965 года и повторно в театре Принца Уэльского, в Лондоне, 24 августа 1965 года (Стрейзанд выступала с мюзиклом «Смешная девчонка» в том же театре в марте 1966 года).
Команда авторов песен Дэвид Шир и Ричард Молтби мл. написали для альбома «No More Songs for Me». Шир был также пианистом в мюзикле «Смешная девчонка» на Бродвее и был аккомпаниатором Барбры.
Стрейзанд также сотрудничала с командой Шир/Молтби для записи песен «Autumn», «Starting Here, Starting Now», «The Morning After» и «What About Today?».
Композитор Нил Вольф написал «All That I Want». Песня была первоначально записана Вольфом как сингл для Columbia Records под названием «Barbra». Позже, Франсин Форест написала текст под мелодию. Вольф и его группа впервые выступили с Барброй во время фестиваля Forest Hills Music Festival, проходившего в Куинсе в 1965 года. Он также записал трибьют-альбом на Columbia Records под названием Piano for Barbra, в котором он представил вариации на самые известные песни Стрейзанд.

## Коммерческие показатели
Альбом дебютировал в чарте США Billboard 200 6 ноября 1965 года, достигнув своего пика в № 2. Альбом провёл в чарте 48 недель. 4 января 1966 года альбом был сертифицирован золотым. 21 ноября 1986 года стал платиновым.
Альбом занял 6-ю строчку британского альбомного чарта, став тем самым первым альбомом в чарте со времен The Second Barbra Streisand Album (также 6-е место в 1963 году).
В поддержку My Name Is Barbra, Two… было выпущено два сингла. Первый, «He Touched Me» / «I Like Him», имел умеренный успех в США, достигнув 53-й строчки в Billboard Hot 100 и оставаясь в чарте в течение 10 недель со 2 октября 1965 года. Второй сингл «Second Hand Rose» / «The Kind of Man a Woman Needs» имел больший успех в чартах: пик-позицией стал № 32, 9 недель в чарте, начиная с 18 декабря 1965 года.

## Обложка альбома
Роджер Приджент сфотографировал Стрейзанд для обложки My Name Is Barbra, Two. Приджент был фоторепортером, который когда-то получил шанс снять фотосессию для Vogue и скоро стал одним из самых известных модных фотографов 1960-х. Фотография с обложки была впервые опубликована в журнале TV Guide от 24 апреля 1965 года. На этой и других фотографиях с той фотосессии, Барбра одета в дизайнерские костюмы, созданные специально для шоу My Name Is Barbra.

## Список композиций
| №  | Название                           | Автор(ы)                                    | Длительность |
| -- | ---------------------------------- | ------------------------------------------- | ------------ |
| 1. | «He Touched Me»                    | Айра Левин, Мильтон Шафер                   | 3:10         |
| 2. | «The Shadow of Your Smile»         | Джонни Мэндел, Пол Фрэнсис Уэбстер          | 2:45         |
| 3. | «Quiet Night»                      | Лоренц Харт, Ричард Роджерс                 | 2:25         |
| 4. | «I Got Plenty of Nothin’»          | Джордж Гершвин, Айра Гершвин, Дюбоз Хейуорд | 3:08         |
| 5. | «How Much of the Dream Comes True» | Джон Барри, Тревор Пикок                    | 3:05         |
| 6. | «Second Hand Rose»                 | Грант Кларк, Джеймс Ф. Хэнли                | 2:09         |

| №  | Название | Автор(ы)                      | Длительность |
| -- | --- | ----------------------------- | ------------ |
| 1. | «The Kind of Man a Woman Needs» | Майкл Леонард, Герберт Мартин | 3:53         |
| 2. | «All That I Want» | Франсин Форест, Нил Вольф     | 3:48         |
| 3. | «Where’s That Rainbow» | Лоренц Харт, Ричард Роджерс   | 3:39         |
| 4. | «No More Songs for Me» | Ричард Молтби мл., Дэвид Шир  | 2:53         |
| 5. | «Medley» (- «Second Hand Rose» - «Give Me the Simple Life» - «I Got Plenty of Nothin’» - «Brother, Can You Spare a Dime?» - «Nobody Knows You When You’re Down and Out» - «Second Hand Rose» - «The Best Things in Life Are Free» ) |                               | 5:43         |